# ランゲ山地
ランゲ山地 (Lange Berge)は、ドイツ、バイエルン州のオーバーフランケン地方に位置する、標高528m以下の小規模な中低山地。ただしその北西端は、テューリンゲン州にもかかる。

## 地理
深い森で覆われたランゲ山地は、コーブルク郡とヒルトブルクハウゼン郡との郡境をなし、北をアイスフェルト、東をノイシュタット・バイ・コーブルク、南をコーブルク、西をバート・ローダッハに囲まれた場所に位置する。アイスフェルトはテューリンゲン州、他の3都市はバイエルン州に属する。

## 分水界
ランゲ山地は、ドイツを横断するライン＝ヴェーザー分水界に含まれる。イッツ川南部に湧出するラウター川（ラウターバッハ、イッツ川の支流）はマイン川を経てライン川に注ぐ。一方、ランゲ山地の北部に湧出する大変に短い小川は、ヴェラ川を経てヴェーザー川に注ぐ。

## 山
ランゲ山地の最高峰はブーフベルクであるが、A73のゼニンクスヘーヘとアイスフェルト南インターチェンジまでの間に目立つ峰はほとんどない。
- ブーフベルク (Buchberg, 528 m) - バイエルン州
- ゼニンクスヘーヘ (Sennigshöhe, 523 m) - バイエルン州
- ヴァレスクッペ (Walleskuppe, 513 m) - テューリンゲン州とバイエルン州の州境
- イェーゲルスベルク (Jägersberg, 491 m) - バイエルン州
- オッテンベルク (Ottenberg, 487 m) - バイエルン州
- ヒルトブルクハウゼナー・ヘーヘ (Hildburghausener Höhe, 462 m) - バイエルン州